# Distrikt Eduardo Villanueva
Der Distrikt Eduardo Villanueva liegt in der Provinz San Marcos in der Region Cajamarca in Nordwest-Peru. Der Distrikt wurde am 27. Dezember 1984 gegründet. Er hat eine Fläche von 62,3 km². Beim Zensus 2017 wurden 2851 Einwohner gezählt. Im Jahr 1993 lag die Einwohnerzahl bei 2421, im Jahr 2007 bei 2294. Sitz der Distriktverwaltung ist die auf einer Höhe von 1990 m gelegene Ortschaft La Grama mit 859 Einwohnern (Stand 2017). La Grama liegt 15 km südsüdöstlich der Provinzhauptstadt San Marcos nahe dem Zusammenfluss von Río Cajamarca und Río Condebamba zum Río Crisnejas.

## Geographische Lage
Der Distrikt Eduardo Villanueva liegt in der peruanischen Westkordillere und dort im äußersten Südwesten der Provinz San Marcos. Die Flüsse Río Cajamarca und Río Crisnejas bilden die südwestliche und südöstliche Distriktgrenze.
Der Distrikt Eduardo Villanueva grenzt im Südosten an den Distrikt Condebamba, im Südwesten an den Distrikt Cachachi (beide in der Provinz Cajabamba), im äußersten Nordwesten an den Distrikt Pedro Gálvez, im Norden an den Distrikt Chancay sowie im äußersten Osten an den Distrikt Ichocán.